# پایگاه نیروی هوایی انیستن
پایگاه نیروی هوایی انیستن (به انگلیسی: Anniston Air Force Base) یک فرودگاه نظامی است که یک باند فرود بتن دارد و طول باند آن ۱۶۱۵ متر است. این فرودگاه در کشور ایالات متحده آمریکا قرار دارد و در ارتفاع ۱۵۹ متری از سطح دریا واقع شده است.